# Verein für wissenschaftliche Heilkunde
Der Verein für wissenschaftliche Heilkunde (VWH) war ein wissenschaftlicher Verein in Königsberg i. Pr. Er wurde am 6. November 1850 gegründet und bestand bis 1944. Der erste Vorsitzende war Hermann von Helmholtz.

## Geschichte und Statuten

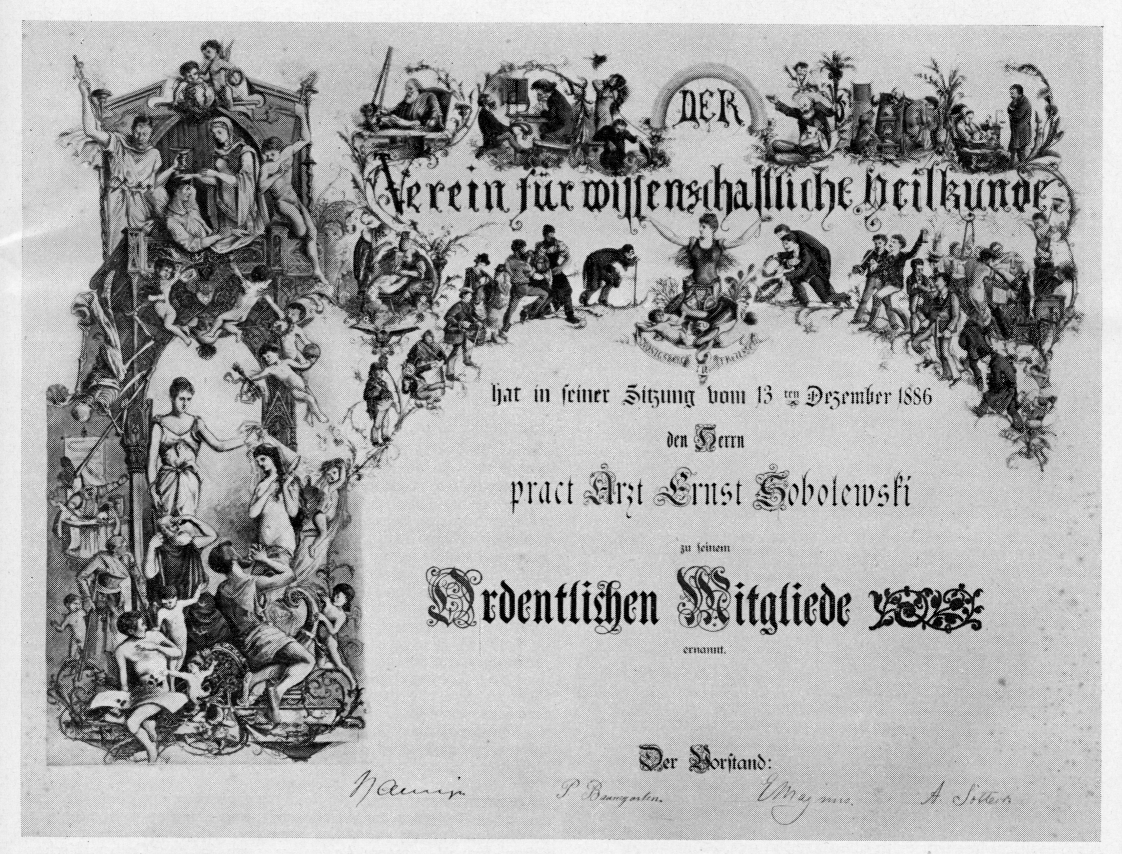
Aufnahme-Diplom in den Verein für wissenschaftliche Heilkunde ab 1886

Vorläufer des Vereins war die 1790 gegründete Physikalisch-ökonomische Gesellschaft, die 1859 im Verein für wissenschaftliche Heilkunde aufging; denn es bestand das Bedürfnis, weniger philosophische als naturwissenschaftliche und klinisch relevante Themen abzuhandeln. Über die Aufnahme in den Verein wurde ein Diplom ausgefertigt. Diese Urkunde bekam 1886 eine von einem Mitglied entworfene künstlerische Umrahmung.
Dem Verein wurden zehn Sektionen aus verschiedenen Fachbereichen untergeordnet. Ein Vortrag musste zuvor in einer Fach-Sektion vorgestellt werden, bevor er in der gemeinsamen Sitzung aller Fachsektionen vorgetragen werden durfte. Es bestand eine enge Verbindung des Vereins mit den Kollegen der Provinz Ostpreußen, um mit ihnen auch standespolitische Themen zu besprechen. Von jeher hatten auch die Militärärzte der Garnison Königsberg in Preußen dem Verein als ordentliche Mitglieder angehört.
Sitzungsort waren anfangs Lokale, später verschiedene Universitätsgebäude, in den letzten 20 Jahren die Medizinische Klinik.

## Aufgaben
Vor dem Verein wurden neue wissenschaftliche Erkenntnisse aus den Forschungsinstituten und Kliniken der Albertus-Universität Königsberg als Fortbildung für die Ärzteschaft vorgetragen. Neben der Grundlagenforschung zu Krankheiten aller Fachrichtungen wurde der Umgang mit den periodisch auftretenden Seuchen diskutiert: dies galt 1902, 1905 und 1934 für die Diphtherie, 1913 und 1934 für den Typhus, 1918 für die Grippeepidemie und für die „Königsberger Haffkrankheit“, die heute als Rhabdomyolyse bezeichnet wird.

## Vorsitzende
| Vorsitzender          | von       | Tätigkeit                                       |
| --------------------- | --------- | ----------------------------------------------- |
| Hermann von Helmholtz | 1850–1855 | Ordinarius für Physiologie und Allg. Pathologie |
| Wilhelm von Wittich   | 1855–1872 | Ordinarius für Physiologie und Allg. Pathologie |
| Hugo Hildebrandt      | 1872–1879 | Ordinarius für Frauenheilkunde                  |
| Karl Schönborn        | 1879–1886 | Ordinarius für Chirurgie                        |
| Bernhard Naunyn       | 1886–1888 | Ordinarius für Innere Medizin                   |
| Rudolf Dohrn          | 1888–1896 | Ordinarius für Frauenheilkunde                  |
| Ludwig Lichtheim      | 1896–1912 | Ordinarius für Innere Medizin                   |
| Georg Winter          | 1912–1924 | Ordinarius für Frauenheilkunde                  |
| Max Matthes           | 1924–1930 | Ordinarius für Innere Medizin                   |
| Ernst Meyer           | 1930–1932 | Ordinarius für Neurologie und Psychiatrie       |
| Arthur Läwen          | 1932–1936 | Ordinarius für Chirurgie                        |
| Herbert Assmann       | 1936–1944 | Ordinarius für Innere Medizin                   |

## Wissenschaftliche Erkenntnisse
Vielfach wurden wissenschaftliche Erkenntnisse referiert, bevor sie veröffentlicht wurden:
Hermann von Helmholtz berichtete kurz nach der Vereinsgründung vom 6. November 1850 auf der ersten Sitzung am 11. November 1850 über seine Entdeckung des Augenspiegels und begründete damit die Augenheilkunde als eigenständiges Fach. Der Anstoß zur Gründung des seinerzeit einzigen Lehrstuhls für Augenheilkunde in Preußen (Königsberg 1873) kam von dem Vereinsmitglied Julius Jacobson (1828–1888)
Karl August Burow  war als Chirurg und Augenarzt weit über die Grenzen Preußens bekannt, besonders in Russland. In seiner Klinik führte er Schieloperationen und Nahtlappenplastiken durch. Namhaftes Mitglied war auch Oscar Langendorff, Physiologe und Mediziner (Langendorff-Apparatur).
Ernst von Leyden (1832–1910) erkannte die nach ihm benannten Charcot-Leyden’schen Zellen im Auswurf bei Asthma-Patienten. Ein bedeutender Internist war auch der Vorsitzende des VWH Ludwig Lichtheim, Ordinarius für Innere Medizin von 1888 bis 1912. Er gründete 1891 die Deutsche Zeitschrift für Nervenheilkunde.
Dem Pathologen Ernst Neumann gelang die „Sensation allerersten Ranges“ (K. G. von Boroviczeny), indem er in den Verhandlungen des Vereins für wissenschaftliche Heilkunde vom 13. Oktober 1868 erstmals die blutbildende Funktion des Knochenmarks beschrieb. Seither gilt Neumann auch als Erstbeschreiber der Stammzelle.

## Gesellschaftliche Stellung

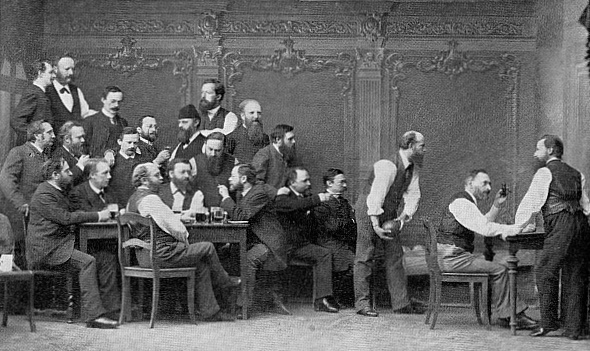
Kegelabend des VWH

Die Vereinssitzungen stellten neben der Fortbildung für Ärzte gleichzeitig ein gesellschaftliches Ereignis dar. Man traf man sich unregelmäßig in lockerer Runde.
Nach dem Gesetz zur Wiederherstellung des Berufsbeamtentums (1933) wurde vielen Ärztinnen und Ärzten des Vereins, analog zur Situation an der Königsberger und Berliner Universität (in Berlin 50 %!), gekündigt, so dass das Niveau des VWH unverkennbar absank. Unter maßgeblicher Mitwirkung des Vereins feierte die Albertus-Universität Königsberg 1944 ihr 400-jähriges Bestehen. Danach begann kriegsbedingt die allgemeine Auflösung sowohl der Universität als auch des Vereins. Die letzte Sitzung fand im Mai 1944 statt.
In der Nachkriegszeit betrachteten sich die Ostpreußische Arztfamilie (mit den von ihr herausgegebenen Oster-, Sommer- und Adventsrundbriefen) und die Gemeinnützige Gesellschaft Albertinum e. V. als Nachfolger des Vereins für wissenschaftliche Heilkunde. Die Gemeinnützige Gesellschaft Albertinum betrieb den Bau des Collegium Albertinum, eines Studentenwohnheims in Göttingen, das 1964 eröffnet wurde.
Siehe auch: Gründungsurkunde des Collegium Albertinum